# Keila Costa
Keila Costa (ur. 6 lutego 1983 w Recife) – brazylijska lekkoatletka, specjalizująca się w skoku w dal oraz w trójskoku.

## Osiągnięcia
- wielokrotna mistrzyni Brazylii[1] (2004, 2005, 2007, 2009, 2010 – w skoku w dal; 2003, 2004, 2005, 2007, 2010, 2011 – w trójskoku)
- 2002 – mistrzostwa świata juniorów – brązowy medal w trójskoku
- 2006 – Ponce – mistrzostwa państw iberoamerykańskich – złoty medal w skoku w dal
- 2007 – Rio de Janeiro – igrzyska panamerykańskie – srebro w skoku w dal i trójskoku
- 2009 – Lima – mistrzostwa Ameryki Południowej – złoty medal w skoku w dal
- 2009 – Lizbona – igrzyska Luzofonii – srebrny medal w skoku w dal
- 2010 – Doha – halowe mistrzostwa świata – brązowy medal w skoku w dal
- 2011 – Buenos Aires – mistrzostwa Ameryki Południowej – srebrne medale w skoku w dal oraz trójskoku
- 2011 – Rio de Janeiro – światowe wojskowe igrzyska sportowe – złoty medal w skoku w dal
- 2013 – Cartagena de Indias – mistrzostwa Ameryki Południowej – złoty medal w trójskoku oraz srebrny w skoku w dal
- 2014 – Santiago – igrzyska Ameryki Południowej – złoty medal w skoku w dal i trójskoku
- 2015 – Toronto – igrzyska panamerykańskie – srebrny medal w trójskoku
- 2016 – Rio de Janeiro – mistrzostwa ibero-amerykańskie – srebrny medal w skoku w dal i złoty w trójskoku

Ponadto Costa czterokrotnie wystąpiła na igrzyskach olimpijskich: Ateny 2004 (nie zakwalifikowała się do finału skoku w dal), Pekin 2008 (10. miejsce w skoku w dal), Londyn 2012 (nie zakwalifikowała się do finału trójskoku) oraz Rio de Janeiro 2016 (brak kwalifikacji do finału w obu konkurencjach).

## Rekordy życiowe
- skok w dal – 6,88 – Belém 20/05/2007
- trójskok – 14,58 – São Paulo 07/06/2013 / 15,10w – Uberlândia 06/05/2007
- skok w dal (hala) – 6,64 – Paryż 13/02/2009
- trójskok (hala) – 14,11 – Moskwa – 10/03/2006 – halowy rekord Ameryki Południowej

Costa jest byłą rekordzistką Ameryki Południowej w skoku w dal (14,57).